# František Josef Bayer
František Josef Bayer, křtěný Franz Josef (29. března 1853 Rožnov pod Radhoštěm – 12. září 1925 Přerov) byl moravský učitel, spisovatel, vlastivědný pracovník a sběratel lidových písní.

## Život
Narodil se v Rožnově pod Radhoštěm do rodiny Josefa Beiera, který byl barvířským mistrem a Anny roz. Beierové. S manželkou Marií roz. Pustějovskou (1866–1941) měli sedm dětí: Františka (1887–1973), Miloše (1890–1925), Marii (1894–1977), Ladislava (1898–1973), Helenu Kusalovou (1900), Bohumila (1902) a Svatopluka (1908–1983).

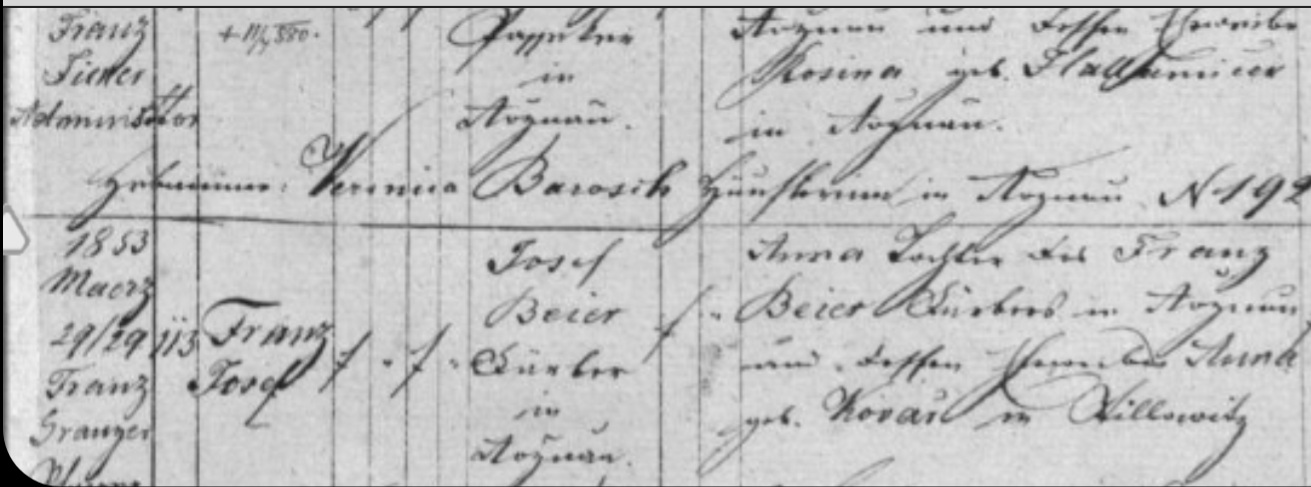
Matriční záznam o narození a křtu

Po absolvování obecné školy v Rožnově pokračoval na nižším gymnáziu v Přerově a na Slovanském gymnáziu v Olomouci. Následně ale onemocněl tuberkulózou a studium musel dokončit soukromě.
Roku 1877 složil zkoušku způsobilosti pro obecné a měšťanské školy a vyučoval v Hlinsku, Viganticích, Jeříně a od roku 1986 i v Přerově. V Přerově žil pak dalších necelých 40 let a kde také zemřel.
Během svého života se odmala zabýval lidovou slovesností. Vydal několik sbírek pohádek a pověstí a příruček o městech Rožnov a Přerov. Stál také u zrodu muzea v Rožnově a měl zásluhy na Národopisné výstavě českoslovanské v Praze 1895. Přispíval i do mnoha časopisů, založil a řídil beletristické a pedagogické časopisy (Komenský, Slavín) a knižnice (Moravská bibliotéka), v letech 1876–1878 řídil s J. Večeřou olomouckou literární revui Koleda. Věnoval také svému rodišti prvního lázeňského průvodce.

## Dílo
- Radhošť – sbírka nejoblíbenějších a nejkrásnějších národních písní valašských z okolí Rožnovského (1874)[7]
- Valašské národní pohádky (1875)[8]
- Rožnov, léčebné místo na moravském Valašsku a jeho okolí (1878)[9]
- Stručné dějiny literatury české (1878)[10]

- Antonín Línek, učitel Karla Havlíčka: pokus životopisný – sepsali Fr. Bayer a Č. Růžička (1879)[11]
- Stručné životopisy českých spisovatelů v 2.– 6. čítance obsažených (1883)[12]
- Jubilejní almanach českého učitelstva na Moravě a ve Slezsku na svatomethodějský rok 1885 (1885)[13]
- Das Wasser der Stadtbrunnen von Proßnitz und jenes seiner artesischen Brunnen (1887)[14]
- J. Amos Komenský – životopisný nárys (1892)
- Přerovsko: město i hejtmanství. Díl I., soudní okres přerovský (1893)[15]
- Fr. Palackého poslední loučení s rodnou Moravěnkou r. 1873: odhalení pomníku F. Palackého v Rožnově r. 1879 se stručným životopisem jeho – sepsali Fr. Bayer, Fr. Koželuha (1898)[16]